# Neolophonotus chubbii
Neolophonotus chubbii är en tvåvingeart som beskrevs av Stanley Willard Bromley 1947. Neolophonotus chubbii ingår i släktet Neolophonotus och familjen rovflugor. Inga underarter finns listade i Catalogue of Life.